# Anna Weis
Anna Weis (24 de março de 1998) é uma velejadora norte-americana que é campeã dos Jogos Pan-Americanos.

## Trajetória esportiva
A velejadora conquistou o ouro nos Jogos Pan-Americanos de 2019, na classe Nacra 17, junto com o capitão Riley Gibbs. 
Com a 21ª posição no Mundial de Nacra 17 de 2020, em Geelong, Austrália, a velejadora e seu parceiro conseguiram a vaga para representar o seu país nos Jogos Olímpicos de Verão de 2020, em Tóquio, Japão. 